# 1028
1028 (MXXVIII) fue un año bisiesto comenzado en lunes del calendario juliano.

## Acontecimientos
- Romano III es proclamado emperador tras la muerte de Constantino VIII.
- En Noruega, Canuto II de Dinamarca conquista el reino.
- Desde Armenia, los turcomanos entran al país de Azerbaiyán hasta la orilla occidental del mar Caspio.

## Nacimientos
- Roberto de Molesmé, religioso y santo francés.

## Fallecimientos
- 15 de diciembre: Constantino VIII, emperador bizantino.
- Alfonso V, rey leonés.
- García Sánchez, conde de Castilla.
- Jairán, primer rey de la taifa de Almería.